# Радювене
Радювене (болг. Радювене) — село в Болгарии. Находится в Ловечской области, входит в общину Ловеч. Население составляет 812 человек.

## Политическая ситуация
В местном кметстве Радювене, в состав которого входит Радювене, должность кмета (старосты) исполняет Галя  Петкова Петрова (Порядок, законность и справедливость (РЗС)) по результатам выборов правления кметства.
Кмет (мэр) общины Ловеч — Минчо Стойков Казанджиев (Болгарская социалистическая партия (БСП)) по результатам выборов в правление общины.